# Лизниця
Лизниця, Лозниця — річка в Україні, у Лугинському й Овруцькому районах Житомирської області. Ліва притока річки Жерев.

## Опис
Довжина річки 12 км. Площа басейну 44,0 км². 

## Розташування
Бере початок на північному сході від села Буда. Тече на південний схід у межах села Семени. У селі Ігнатпіль впадає в річку Жерев, притоку Ужа. 
Річку перетинає автомобільна дорога М21.

## Притоки
- Щетинь (ліва);
- Дала - ліва притока, протікає в Овруцькому районі. Бере початок на південному сході від с. Семени. Тече переважно на південний захід і впадає у Лизницю на північному сході від с. Рудня[1] [2].
- Права притока річка Березівка[3].[4] зникла в результаті промислового видобутку граніту[джерело?].

## Риби Лизниці
У річці водяться окунь, бистрянка звичайна, пічкур, верховодка звичайна та плітка звичайна.[джерело?]